# 蒙澤
16°15′30″S 27°28′00″E / 16.258333°S 27.46667°E
蒙澤（英語：Monze），是贊比亞的城鎮，位於該國南部，由南部省負責管轄，是蒙澤縣的首府，處於首都盧薩卡西南面180公里，主要農作物有玉米，海拔高度1,131米，人口30,000人。